# 三阳乡 (平江县)
三阳乡，中华人民共和国湖南省岳阳市平江县下属的一个乡，位于平江县西南部。106国道和207省道、308省道、蒙华铁路、平益高速、平汝高速经过辖区。三阳乡是平江县城的附郭乡，是平江融城的桥头堡、县城的后花园。在一系列行政区划调整的过程中，三阳乡行政村不断并入汉昌镇，有些行政村甚至改作社区，这使得三阳乡城镇化水平不断提高，面积也不断缩小。

## 建制沿革
- 1995年，由原三阳区的三阳乡、清水乡、浊水乡合并为新的三阳乡。

## 行政区划
三阳乡下辖42个行政村：
- 更新村、白石村、安乐村、金塘村、对坪村、九龙村、庆宜村、金花村、张家村、万古村、石坪村、李坪村、潭曹村、甲山村、平沅村、南尧村、苏白村、大洞村、小洞村、何公村、葛藤坪村、长冲村、新仁村、美潭村、大塘冲村、碧联村、兴阳村、大众村、金窝村、西岸村、下湾村、坑口村、黛屏源村、狮岩村、仙江村、白若村、洪山村、潘坳村、新源村、官坑村、大桥村、密岩村